# Álgebra diferencial
En matemáticas, el álgebra diferencial comprende el estudio de los anillos diferenciales, los campos diferenciales y las álgebras diferenciales con anillos, campos, y álgebras dotadas de un número finito de derivaciones, que son funciones unarias que son lineales y satisfacen la regla del producto de Leibniz.  Un ejemplo natural de campo diferencial es el campo de las funciones racionales en una variable sobre los números complejos, {\displaystyle \mathbb {C} (t),} donde la derivación es la diferenciación con respecto a {\displaystyle t.}
Álgebra diferencial se refiere también al área de las matemáticas que consiste en el estudio de estos objetos algebraicos y su uso en el estudio algebraico de las ecuaciones diferenciales. El álgebra diferencial fue introducida por Joseph Ritt en 1950.

## Anillo diferencial
Un anillo diferencial es un anillo {\displaystyle R} dotado de una o más derivaciones, que son homomorfismos de grupos aditivos {\displaystyle \partial :R\to R,} tales que cada derivación {\displaystyle parcial} satisface la regla del producto de Leibniz:
{\displaystyle \partial (r_{1}r_{2})=(\partial r_{1})r_{2}+r_{1}(\partial r_{2}),}
para cada {\displaystyle r_{1},r_{2}\ enR.} Nótese que el anillo puede ser no conmutativo, por lo que la forma algo estándar {\displaystyle d(xy)=xdy+ydx} de la regla del producto en entornos conmutativos puede ser falsa.  Si {\displaystyle M:R\times R\to R} es una multiplicación en el anillo, la regla del producto es la identidad
{\displaystyle \partial \circ M=M\circ (\partial \times \operatorname {id} )+M\circ (\operatorname {id} \times \partial ).}
donde {\displaystyle f\times g} significa la función que mapea un par {\displaystyle (x,y)} al par {\displaystyle (f(x),g(y)).}
Obsérvese que un anillo diferencial es un álgebra diferencial (no necesariamente graduada) {\displaystyle \mathbb {Z} }.

## Cuerpo diferencial
Un cuerpo diferencial es un cuerpo conmutativo {\displaystyle \mathbb {K} } dotado de alguna forma de derivación. La conocida fórmula para diferenciar fracciones:
{\displaystyle \partial \left({\frac {u}{v}}\right)={\frac {\partial (u)\ v-u,\partial (v)}{v^{2}}}}
se deduce de la regla del producto. En efecto, debemos tener
{\displaystyle \partial \left({\frac {u}{v}}\times v\right)=\partial (u)}
Por la regla del producto,
{\displaystyle \partial \left({\frac {u}{v}}\right)\,v+{\frac {u}{v}}\,\partial (v)=\partial (u).}
Resolviendo con respecto a {\displaystyle \partial (u/v),} obtenemos la identidad buscada.
Si {\displaystyle \mathbb {K} } es un cuerpo diferencial, entonces el cuerpo de constantes de {\displaystyle \mathbb {K} } es {\displaystyle k=\{u\ \in \mathbb {K} :\partial (u)=0\}.}
Un álgebra diferencial sobre un cuerpo {\displaystyle \mathbb {K} } es una {\displaystyle \mathbb {K} }-álgebra {\displaystyle A} en la que las derivaciones conmutan con la multiplicación escalar. Es decir, para todo {\displaystyle k\in \mathbb {K} } y {\displaystyle x\in A,}
{\displaystyle \partial (kx)=k\partial x.}
Si {\displaystyle \eta :\mathbb {K} \to Z(A)} es el homomorfismo de anillos al centro de A que define la multiplicación escalar en el álgebra, se tiene
{\displaystyle \partial \circ M\circ (\eta \times \operatorname {Id} )=M\circ (\eta \times \partial ).}
Como en el caso anterior, la derivación debe obedecer a la regla de Leibniz sobre la multiplicación del álgebra, y debe ser lineal sobre la suma. Así, para todo {\displaystyle a,b\in \mathbb {K} } y {\displaystyle x,y\in A}
{\displaystyle \partial (xy)=(\partial x)y+x(\partial y)}
y
{\displaystyle \partial (ax+by)=a,\partial x+b,\partial y.}

## Derivación en un álgebra de Lie
Una derivación en un álgebra de Lie {\displaystyle {\mathfrak {g}}} es una aplicación lineal {\displaystyle D:{\mathfrak {g}}\to {\mathfrak {g}}} que satiface la regla del producto de Leibniz:
{\displaystyle D([a,b])=[a,D(b)]+[D(a),b].}
Para cualquier {\displaystyle a\in {\mathfrak {g}},} {\displaystyle \operatorname {ad} (a)} es una derivación en {\displaystyle {\mathfrak {g}},} resultado que se sigue de la identidad de Jacobi. Cualquier derivación de ese tipo se llama derivación interna. Este tipo de derivación se extiende al álgebra envolvente universal del álgebra de Lie en cuestión.

## Ejemplos
Si {\displaystyle A} es un álgebra unitaria, entonces {\displaystyle \partial (1)=0} ya que {\displaystyle \partial (1)=\partial (1\times 1)=\partial (1)+\partial (1).} Por ejemplo, en un cuerpo diferencial de característica cero {\displaystyle K,} los racionales son siempre un subcuerpo del cuerpo de constantes de {\displaystyle K}.
Cualquier anillo es un anillo diferencial con respecto a la derivación trivial que mapea cualquier elemento del anillo a cero.
El cuerpo {\displaystyle \mathbb {Q} (t)} tiene una estructura única como cuerpo diferencial, determinada al establecer {\displaystyle \partial (t)=1:} los axiomas de cuerpo junto con los axiomas para las derivaciones aseguran que la derivación es diferencial respecto a {\displaystyle t.} Por ejemplo, por conmutatividad de la multiplicación y la regla del producto de Leibniz se tiene que {\displaystyle \partial \left(u^{2}\right)=u\partial (u)+\partial (u)u=2u\partial (u).}
El cuerpo diferencial {\displaystyle \mathbb {Q} (t)} no tiene solución a la ecuación diferencial
{\displaystyle \partial (u)=u}
pero se expande a un campo diferencial mayor que incluye la función {\displaystyle e^{t}} que sí tiene solución a esta ecuación.
Un campo diferencial con soluciones a todos los sistemas de ecuaciones diferenciales se llama un cuerpo diferencialmente cerrado.  Tales campos existen, aunque no aparecen como objetos algebraicos o geométricos naturales.  Todos los campos diferenciales (de cardinalidad acotada) se incrustan en un gran campo diferencialmente cerrado.  Los campos diferenciales son los objetos de estudio de la teoría diferencial de Galois.
Ejemplos naturales de derivaciones son las derivadas parciales, las derivadas de Lie, la derivada de Pincherle y el conmutador respecto a un elemento de un Álgebra.